# Lingua giudaico-piemontese
Per giudaico-piemontese si intende la lingua vernacolare degli ebrei italiani che sono vissuti in Piemonte dal XV secolo circa fino alla seconda guerra mondiale. 
Era basato sulla lingua piemontese, con molte parole in prestito dall'antico ebraico e dal  provenzale.

## Piccolo vocabolario
Il dialetto non ebbe mai regole fonetiche scritte; le parole in questa lista sono scritte secondo il breve poema satirico di Agostino della Sala Spada La gran battaja d'j'abrei d'Moncalv  (La grande battaglia degli ebrei di Moncalvo) e il libro di Primo Levi Il sistema periodico.
- (a)brakhà - benedizione
- Adonai Eloénô - Dio, Signore
- bahalòm - in un sogno (usato per scherzi)
- barakhùt - benedetto
- barôcabà - benvenuto! (lett: benedetto colui che viene!)
- batacaìn - cimitero
- beemà - bestia
- berìt - pene (volgare)
- Cadòss Barôkhù - Dio
- cassèr - comunità, ghetto
- ganàv - ladro
- ganavé - rubare
- ghescér - ponte
- gôì - uomo non ebreo
- gôià - donna non ebrea
- gojìm - coloro che non sono ebrei
- hafassìm - gioiello (lett. "cose")
- hamòr - asino
- hamortà - donna stupida (lett. asina)
- hasìr - maiale
- hasirùd - sciocchezze
- havertà - donna volgare e dissoluta
- khakhàm - rabbino (lett. "l’istruito")
- khalaviòd - seni (dall’ebraico "halav", latte)
- khaltrùm - Il bigottismo cattolico
- khamisà - cinque
- khamissidò - schiaffo
- khanéc - collo (usato per giurare "sul mio collo")
- khaniké - appendere (impiccare)
- khèder - stanza
- kinìm - pidocchi
- lakhtì - (esclamazione) va' via!
- Lassòn Acòdesh - linguaggio sacro
- macòd - colpi
- maftèkh - chiave
- mahané - collo (generico)
- mamsér - bastardo
- mañòd - soldi
- medà meshônà - incidente (lett. "morte strana")
- menaghèm/meraghèl - spia
- Milca - Regina
- morénô - rabbino (lett. "il nostro maestro")
- nainé - guardare
- ñarél - non circonciso
- nero - male, cattiveria
- pakhàt - paura
- pegartà - donna morta
- pôñaltà - donna sporca e vestita in modo trasandato
- pôñèl - uomo sporco e vestito in modo trasandato
- rabbenù - rabbino
- rashàn - non pio, empio
- rôkhòd - venti
- ruàkh - vento
- samdé - battezzare (lett. "distruggere")
- sarfatìm - guardie
- saròd - caduto in disgrazia
- scòla - sinagoga, tempio
- sefòkh	- vomito di bambino
- sôrada - apparenza
- sôtià - donna pazza
- tafùs - prigione  (prestito ebraico al piemontese gergale: ca tafus significa "prigione", da ca, casa, mentre la parola piemontese è përzon)
- takhôrìm - emorroidi
- tanhanè - litigare